# Кенігсбрунн
Кенігсбрунн (нім. Königsbrunn) — місто в Німеччині, знаходиться в землі Баварія. Підпорядковується адміністративному округу Швабія. Входить до складу району Аугсбург.
Площа — 18,40 км2. Населення становить 28 075 ос. (станом на 31 грудня 2020).